# Байбак Петро Трохимович
Петро Трохимович Байбак (26 січня 1914 (1913?), с. Мерефа (Люботин?), Харківська губернія, Харківський повіт, Російська імперія — 13 жовтня 1991, Нью-Йорк, США) — український політичний та громадський діяч, член ОУН(м). Шеф Харківського району та голова міста Мерефи за часів німецької окупації в період з 1941 по 1943 роки.

## Життєпис

### Арешт
За офіційною довідкою з кримінальної справи:
На момент арешту студент Харківського юридичного інституту ім. Кагановича. Заарештований 28 жовтня 1937 року за к.-р. агітацію (ст. 54 прим. 10 ч. 1 КК УРСР) і ухвалою особливої трійки УНКВС по Харківській обл. від 8 грудня 1937 року позбавлений волі у ВТТ на 10 років. Термін покарання відбував у Самартабі. Постановою слідчастини УДБ НКВС УРСР від 9 вересня 1939 року, справу направлено на дослідування, а постановою слідчастини Харківського місквідділу НКВС від 16 березня 1940 року термін покарання скорочено до фактично відбутого зі звільненням з-під варти. Реабілітований 5 грудня 1989 року.

### Друга світова війна та членство в ОУН
Під час Другої світової війни очолював у Харкові районну кооперативну раду, раду товариства «Просвіта», а також церковну раду УАПЦ. З осені 1941 року обіймає посаду голови міста Мерефи та одночасно шефа Мереф'янського сільського району.
У 1941 році вступив до лав ОУН. Став одним з делегатів від Харківської екзекутиви ОУН до української національної ради, яка збиралася у Києві.
Ми не займалися тоді теоретично-академічними ділянками ОУН, як «декалог» чи ідеологія ОУН. Ми для тих речей не мали достатньо часу і це нас не припікало. Ми журилися і вболівали станом нашого народу — як той стан поліпшити. І тому наші місцеві члени ОУН пішли в народ, розтопилися в ньому, з апостольським пієтизмом і вірою, з пожертвою та самовідреченням від своїх інтересів сіяли зерна ідеї, віри та надії на майбутнє.— П. Байбак

### В еміграції
У 1945 році емігрував до Австрії, де став співзасновником Українського національного комітету. З 1947 року працював у редколегіях тижневика «Промінь» та місячника «Київ».
У 1949 році виїхав до США. Тут приєднався до Організації державного відродження України, де згодом очолив секретаріат її Центральної управи. Також був активним дописувачем журналу «Самостійна Україна», і одним із його співредакторів.

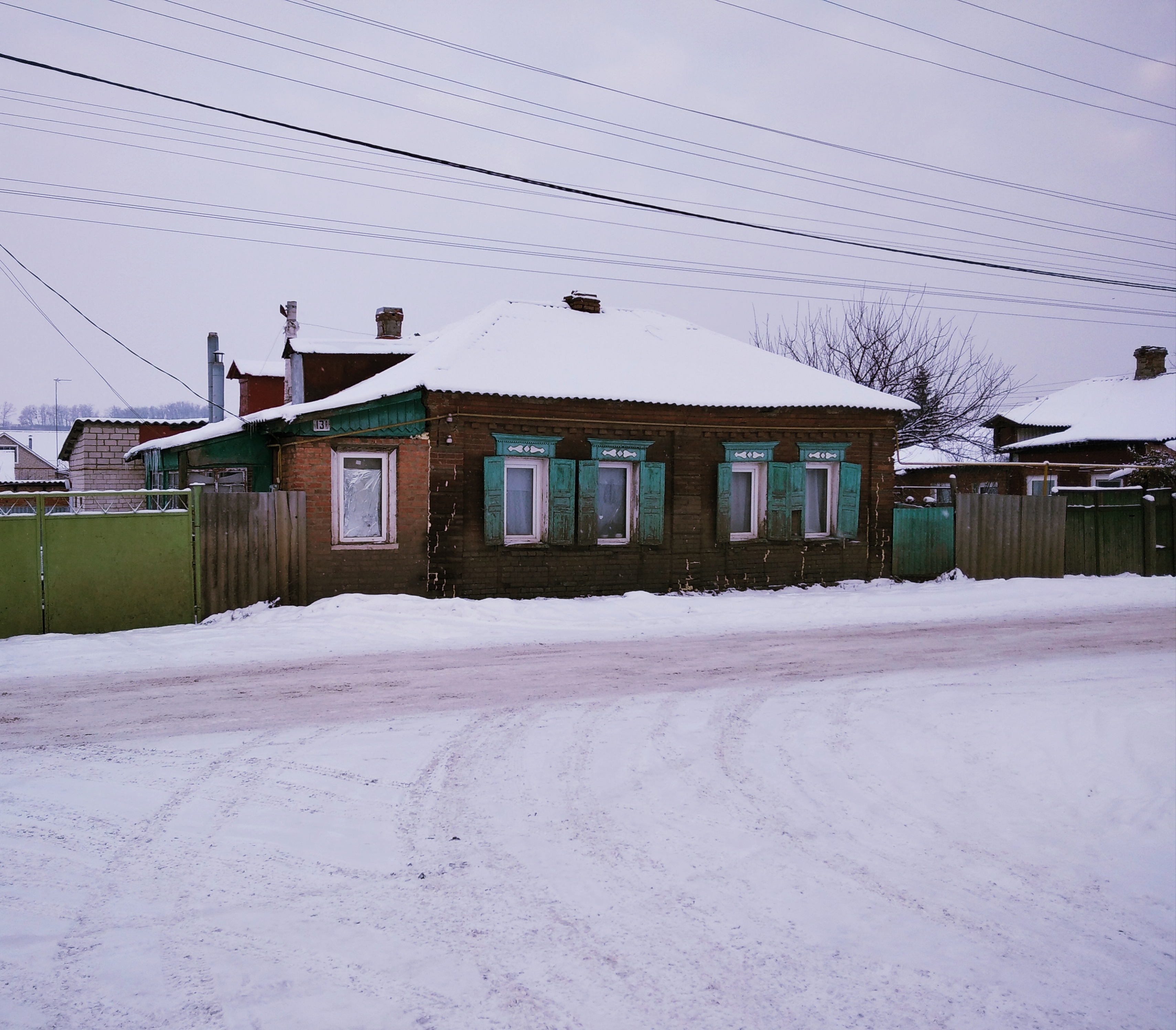
Будинок у Мерефі, де до еміграції мешкав П. Байбак (нині вулиця 5-го вересня, б. 13)

Помер у Нью-Йорку 13 жовтня 1991 року. Похований на українському православному цвинтарі святого Андрія у Саут-Баунд-Бруку (штат Нью-Джерсі).